# 夢のかけ橋
夢のかけ橋（ゆめのかけはし）は、静岡県浜松市天竜区大川の船明ダム湖（天竜川）に架かる道路橋である。

## 概要
本橋梁は、船明ダム湖（天竜川）を挟んで左岸の道の駅天竜相津花桃の里と右岸の伊砂ボートパークとを結ぶ歩行者・自転車用の橋梁である。
全長は473.7m。
元々この場所には、未成線となった国鉄佐久間線船明駅 - 相津駅間の天竜川第2橋梁（てんりゅうがわだいにきょうりょう）が建設中であった。しかし佐久間線の建設中止により、完成していた橋の橋脚4基が残されることになった。
以降、長年船明ダムの隠れた名物だったが、船明ダム湖のボート競技場としての本格化と道の駅天竜相津花桃の里の開設に合わせ、この天竜川第2橋梁の橋脚を再利用して、2000年（平成12年）に歩行者・自転車用橋として再整備された。
橋桁は赤と白のアーチ型となっているのが特徴である。

## 周辺
- 静岡県道360号渡ヶ島横山線
- 国道152号（秋葉街道）
- 伊砂ボートパーク
- 道の駅天竜相津花桃の里
- 天竜相津マリーナ
- 浜松ワインセラー：夢のかけ橋の国道152号側の先にあたる、佐久間線のトンネル内に作られている。